# Orthocladius hellenthali
Orthocladius hellenthali är en tvåvingeart som beskrevs av Soponis 1977. Orthocladius hellenthali ingår i släktet Orthocladius och familjen fjädermyggor. Inga underarter finns listade i Catalogue of Life.